# Botschaft des Staates Israel (Bonn)

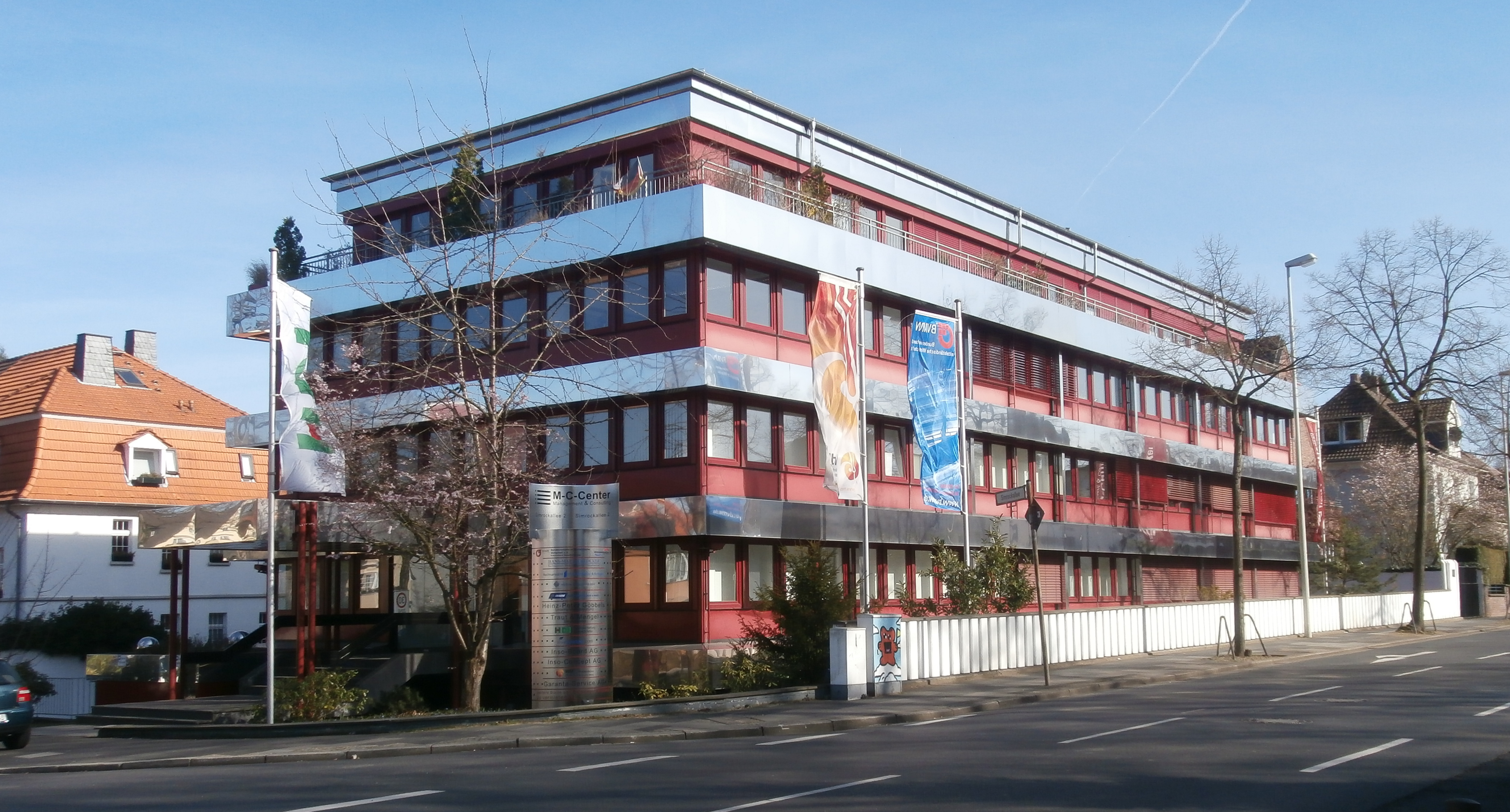
Ehemaliges Kanzleigebäude der israelischen Botschaft, Simrockallee 2 (2014)

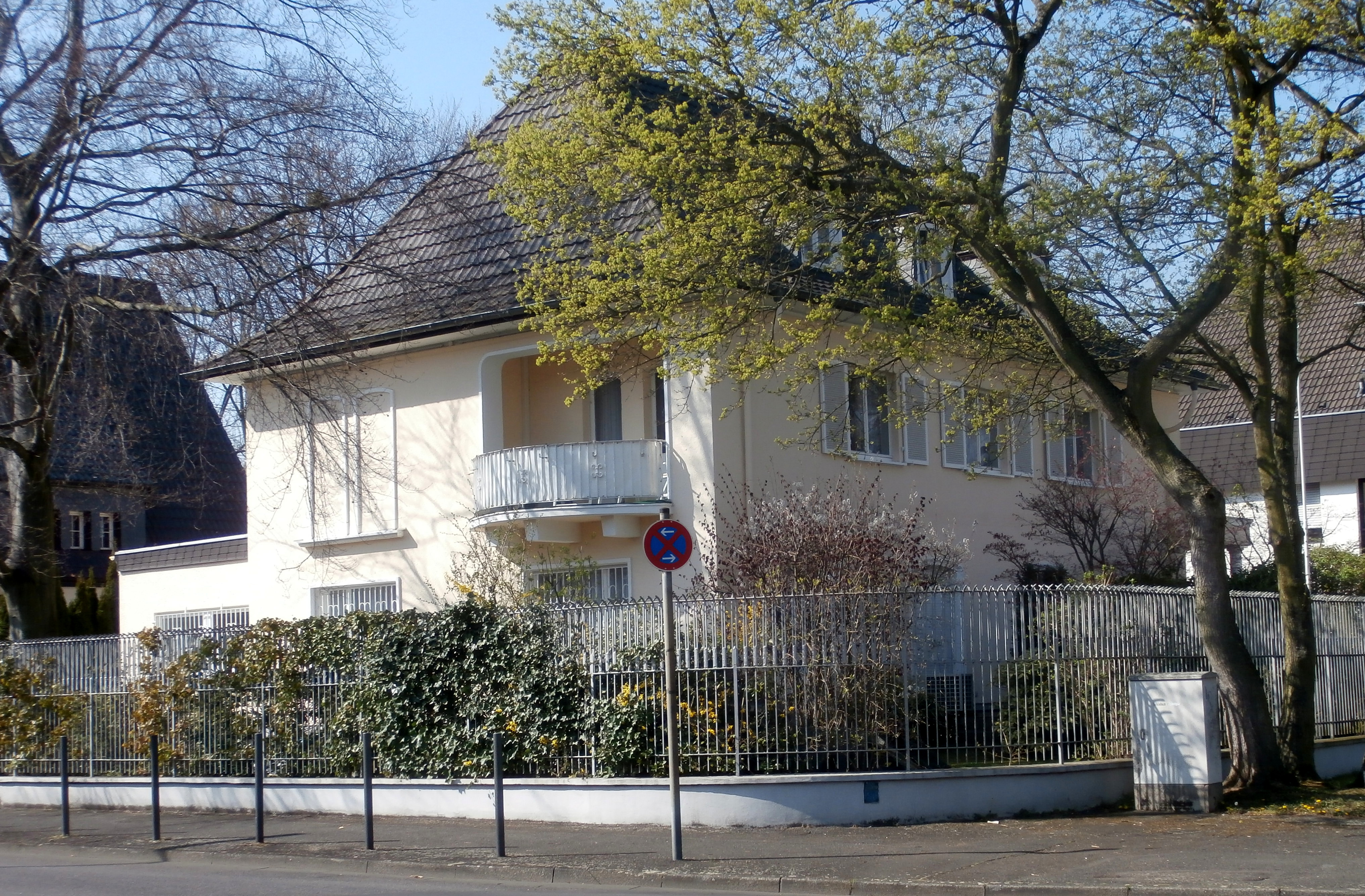
Ehemalige Residenz der Botschaft, Fasanenstraße 30 (2014)

Die Botschaft des Staates Israel in der Bundesrepublik Deutschland hatte von 1966 bis 1999 ihren Sitz im Bonner Stadtbezirk Bad Godesberg, mit einer Außenstelle bis 2000. Das ehemalige Kanzleigebäude der Botschaft, errichtet 1973/74, liegt im Ortsteil Plittersdorf an der Simrockallee (Hausnummer 2) Ecke Ubierstraße. Es wurde 2003 umgebaut und wird heute als Bürogebäude vermietet.

## Geschichte
Vor der Aufnahme diplomatischer Beziehungen zwischen der Bundesrepublik Deutschland und Israel am 12. Mai 1965 war die einzige Vertretung des Staates in der Bundesrepublik die Israel-Mission (1953–1966) in Köln, eine dem israelischen Finanzministerium unterstellte „Handelsmission“ zur Abwicklung von deutschen Wiedergutmachungsleistungen nach dem Luxemburger Abkommen (1952). Der Leiter der Mission, Felix Elieser Shinnar, versah sein Amt im Rang eines Botschafters. Nach langwierigen Verhandlungen mit der Bundesrepublik konnte die Mission auch eine dem israelischen Außenministerium unterstellte Konsularabteilung führen.

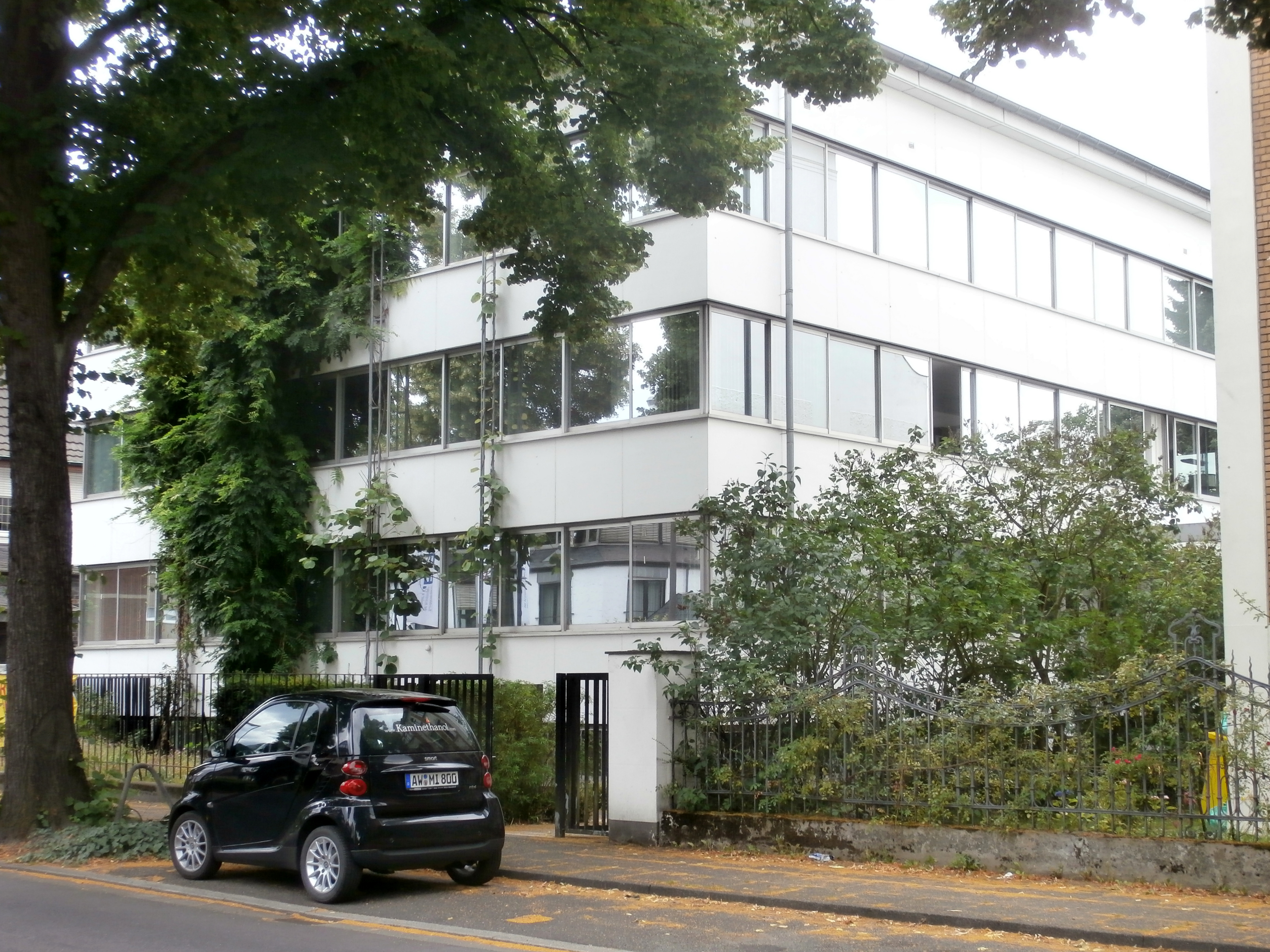
Kanzleigebäude der Botschaft von 1966 bis 1974, Ubierstraße 78 (2014)

Nach der Aufnahme diplomatischer Beziehungen eröffnete Israel im August 1965 eine Botschaft am Regierungssitz Bonn; der erste israelische Botschafter wurde am 24. August akkreditiert. Die Kanzlei der Botschaft wurde zunächst in der Liegenschaft der Israel-Mission im Kölner Stadtteil Ehrenfeld (Subbelrather Straße 15) eingerichtet. 1966 zog sie nach Bad Godesberg, den räumlichen Schwerpunkt der diplomatischen Vertretungen, in ein Bürogebäude im Ortsteil Godesberg-Villenviertel (Ubierstraße 78; später Botschaft von Portugal) um. Als Residenz der Botschaft, Wohnsitz des Botschafters, diente ein Haus in dem zum Ortsteil Gronau im Parlaments- und Regierungsviertel gehörenden Johanniterviertel (Zitelmannstraße 7). Die Konsularabteilung der Botschaft war zunächst außerhalb des Kanzleigebäudes im Ortsteil Godesberg-Villenviertel beheimatet (Rheinallee 58; später Botschaft von Ghana).
Als sich die israelische Regierung auf eine längere Präsenz am Regierungssitz Bonn einzustellen begann, plante sie den Neubau der Botschaftskanzlei in Bad Godesberg (Simrockallee 2). Er wurde im Frühjahr 1974 fertiggestellt und ähnelte in Aufbau und Struktur dem zeitgleich errichteten Gebäude der Ständigen Vertretung der DDR. Die israelische Botschaft an der Simrockallee galt als die bestbewachte diplomatische Vertretung in Bonn. Im Falle von Bombendrohungen gegen die Botschaft wurde das gesamte Viertel, meist im Bereich zwischen Denglerstraße und Plittersdorfer Straße, teilweise tagelang abgesperrt. 1978 wurde die Botschafterresidenz, angeblich aufgrund von Sicherheitserfordernissen, in ein zu diesem Zweck von Israel erworbenes Eckhaus im Ortsteil Rüngsdorf (Fasanenstraße 30) verlegt.

„Die Botschaft hingegen erschreckte mich beinahe. Die Franzosen haben ein Sprichwort, das etwa so lautet: »Um etwas so Hässliches zu finden, muss man sehr früh aufstehen.« Oft hat man mich in Bonn gefragt, wie ich in einem so hässlichen Gebäude arbeiten könne. Meine Antwort lautete stets: »Nur in diesem Gebäude kann man hier arbeiten, weil man nur aus diesem Gebäude heraus keine Aussicht auf es hat.« (…) So wie auch die Residenz war die Botschaft von innen nicht aufwendig, aber funktional gestaltet, und trotz allem habe ich mich letzten Endes auch da sehr wohlgefühlt.“

Im Zuge der Verlegung des Regierungssitzes nach Berlin zog die israelische Botschaft im August 1999 dorthin provisorisch in das vormalige israelische Generalkonsulat um. In Bonn wurde zunächst eine Außenstelle der Botschaft im ehemaligen Kanzleigebäude belassen, die bereits Anfang Dezember 2000 mit Bezug des neuen israelischen Botschaftsgebäudes in Berlin geschlossen wurde. Im Mai 2003 erwarb ein Dienstleistungsunternehmen aus Sankt Augustin die Immobilie und ließ sie bis Ende 2003 unter Beseitigung ihres vormaligen festigungsartigen Charakters bei Kosten von 1 bis 1,5 Millionen Euro zu einem regulären Bürogebäude umbauen, in das auch zwei Wohnungen integriert sind. Sie wird als „M-C-Center (Management & Consulting)“ vermarktet und unter anderem an Anwälte und Unternehmensberater vermietet.

## Gebäude
Das ehemalige Kanzleigebäude der israelischen Botschaft ist viergeschossig mit einem jeweils um eine Achse reduzierten Staffelgeschoss und besitzt eine Gesamtfläche von 1.800 m². Zu dem Gebäude gehören eine Tiefgarage mit 28 Stellplätzen sowie acht oberirdische Stellplätze. Das Staffelgeschoss beherbergte früher den israelischen Geheimdienst, heute zwei Wohnungen. Das Botschaftsgebäude war durch eine etwa zwei Meter hohe Betonmauer gesichert, die zur Erinnerung an seine frühere Nutzung an der Ubierstraße in – bis auf ein Randstück – reduzierter Höhe erhalten wurde.